# Lijst van districten van Andhra Pradesh
De Indiase deelstaat Andhra Pradesh bestaat uit 26 districten:
| Nr. | Code | District              | Inwoners  | Oppervlakte | Hoofdplaats       | Inwoners |
| --- | ---- | --------------------- | --------- | ----------- | ----------------- | -------- |
| 1   | ALL  | Alluri Sitharama Raju | 953.960   | 12.251 km²  | Paderu            | -        |
| 2   | ANA  | Anakapalli            | 1.726.998 | 4.292 km²   | Anakapalli        | 86.519   |
| 3   | ANA  | Anantapur             | 2.241.105 | 10.205 km²  | Anantapur         | 340.613  |
| 4   | ANN  | Annamayya             | 1.697.308 | 7.951 km²   | Rayachoti         | 125.000  |
| 5   | BAP  | Bapatla               | 1.586.918 | 3.829 km²   | Bapatla           | 107.000  |
| 6   | CHI  | Chittoor              | 1.872.951 | 6.855 km²   | Chittoor          | 189.332  |
| 7   | ELU  | Eluru                 | 2.006.737 | 6.579 km²   | Eluru             | 214.414  |
| 8   | GUN  | Guntur                | 2.091.075 | 2.443 km²   | Guntur            | 743.354  |
| 9   | CUD  | Kadapa (YSR)          | 2.060.654 | 11.228 km²  | Kadapa            | 466.000  |
| 10  | KAK  | Kakinada              | 2.092.374 | 3.020 km²   | Kakinada          | 384.128  |
| 11  | KON  | Konaseema             | 1.719.093 | 2.081 km²   | Amalapuram        | 53.231   |
| 12  | KRI  | Krishna               | 1.735.079 | 3.773 km²   | Masulipatnam      | 232.000  |
| 13  | KUR  | Kurnool               | 2.271.686 | 7.977 km²   | Kurnool           | 425.214  |
| 14  | NAN  | Nandyal               | 1.781.777 | 9.681 km²   | Nandyal           | 300.000  |
| 15  | NEL  | Nellore               | 2.469.712 | 10.447 km²  | Nellore           | 499.575  |
| 16  | NTR  | NTR                   | 2.218.591 | 3.316 km²   | Vijayawada        | 825.436  |
| 17  | EAS  | Oost-Godavari         | 1.832.332 | 2.561 km²   | Rajamahendravaram | 341.831  |
| 18  | PAL  | Palnadu               | 2.041.723 | 7.298 km²   | Narasaraopeta     | 116.250  |
| 19  | PAR  | Parvathipuram Manyam  | 925.340   | 3.659 km²   | Parvathipuram     | 53.844   |
| 20  | PRA  | Prakasam              | 2.288.026 | 14.322 km²  | Ongole            | 252.739  |
| 21  | SRI  | Srikakulam            | 2.191.437 | 4.591 km²   | Srikakulam        | 228.025  |
| 22  | SSS  | Sri Sathya Sai        | 1.840.043 | 8.925 km²   | Puttaparthi       | 56.789   |
| 23  | TIR  | Tirupati              | 2.196.984 | 8.231 km²   | Tirupati          | 295.323  |
| 24  | VIS  | Visakhapatnam         | 1.959.544 | 1.048 km²   | Visakhapatnam     | 969.608  |
| 25  | VIZ  | Vizianagaram          | 1.930.811 | 4.122 km²   | Vizianagaram      | 228.025  |
| 26  | WES  | West-Godavari         | 1.844.898 | 2.278 km²   | Bhimavaram        | 163.875  |

| Detailkaart                               |
| ----------------------------------------- |
|                                           |
| Districten van Andhra Pradesh             |
|                                           |
| Districten van Andhra Pradesh (voor 2022) |